# Eurynolambrus australis
Eurynolambrus australis är en kräftdjursart som beskrevs av H. Milne Edwards och Lucas 1841. Eurynolambrus australis ingår i släktet Eurynolambrus och familjen Pisidae. Inga underarter finns listade i Catalogue of Life.